# Newport (Pembrokeshire)
 Denne artikel omhandler Newport i Pembrokeshire. Opslagsordet har også en anden betydning, se Newport (Wales).
Newport (walisisk: Trefdraeth der betyder by ved stranden) er en by, valgkreds og gammel havn ved navn Parrog, på Pembrokeshires kyst i West Wales ved udmundingen af floden Nevern (walisisk: Afon Nyfer) i Pembrokeshire Coast National Park. Byen har lagt navn til Newport Bay. I 2011 havde byen 1.161 indbyggere.
Byen blev grundlagt af normanneren William FitzMartin (c. 1155 – 1209) omkring 1197
Det er en populær turistdestination med en gammel havn og gode strande. Den ligger mellem Fishguard og Cardigan.